# زریاب
ابوالحسن علی بن نافع (حدود ۷۹۰ م – حدود ۸۵۷ م)، مشهور به زریاب، موسیقی‌دان، خواننده، و نوازندهٔ عود بود که در بغداد، آفریقا و اندلس می‌زیست.
زریاب در کودکی نزد اسحاق موصلی موسیقی فرا گرفت ولی پس از مدتی از بغداد تبعید شد و به قیروان در تونس و سپس به کوردوبا در اسپانیای امروزی رفت. در کوردوبا او به دربار عبدالرحمن دوم راه یافت و به اجرای موسیقی و آموزش آن پرداخت.
از زریاب در منابع به عنوان موسیقی‌دانی حاذق یاد شده و ابداعاتی همچون افزودن سیم پنجم به ساز عود به وی نسبت داده شده است. برخی منابع وی را مروج سبک زندگی توصیف کرده‌اند و مدعی شده‌اند که وی استفاده از لباس‌های روشن در تابستان، استفاده از ظروف شیشه‌ای برای صرف نوشیدنی با غذا، استفاده از خمیردندان، و روش غذا خوردن چند مرحله‌ای (پیش‌غذا، غذا، و سپس دسر) را ابداع کرد و رواج داد. با این حال، احتمال دارد که این ادعاها مبالغه‌آمیز باشند و همگی ریشه در یک کتاب داشته باشند که توسط یکی از بستگان زریاب نوشته شده است.
زریاب در کوردوبا درگذشت. از او چند فرزند به جا مانده که برخی از آن‌ها، به همراه برخی از شاگردان زریاب، سبک و آموزش‌های موسیقی وی را به نسل بعد منتقل کردند. هنرمندان مختلفی آثاری به نام زریاب منتشر کرده‌اند یا در آثارشان از نام او به شکلی دیگر استفاده کرده‌اند. در شهر کوردوبا نیز بنای یادبودی برای زریاب در خیابانی که به نام اوست، بر پا شده است.

## لقب
لقب زِریاب که به ابوالحسن علی بن نافع داده شده، در زبان فارسی و کردی نامی برای نوعی پرندهٔ سیاه‌رنگ بوده است. این لقب می‌تواند اشاره به رنگ پوست وی باشد، یا ممکن است این لقب نمادین، و در اشاره به خوش‌صدایی آن پرنده باشد. در زبان اسپانیایی هم به وی لقب پرندهٔ سیاه دادند. این پرنده ممکن است همان «ابوزریق» باشد که نوعی پرندهٔ سیاه‌رنگ و خوش‌آواز است که قادر به تقلید صدا نیز هست. تلفظ «زِریاب» در صبح الاعشی با کسره روی «ز» ذکر شده است. خیرالدین زرکلی هم در الأعلام تلفظ اول (با کسره) را ذکر کرده است.  اما در لغت‌نامه دهخدا تلفظ این واژه به صورت «زَریاب» با فتحه روی «ز» درج شده است.

## زندگی
ابوالحسن علی بن نافع در حدود سال ۷۹۰ م در خانواده‌ای از موالیان خلیفه مهدی عباسی در خلافت عباسی (عراق امروزی) به دنیا آمد. سال تولد وی ۷۸۸ یا ۷۸۹ م نیز ذکر شده است. زرکلی محل تولد او را جزیره ذکر کرده‌است. اگر چه برخی از منابع زریاب را از تبار ایرانی دانسته‌اند، اما اطلاعات تبارشناسی در مورد وی در منابع اولیه وجود ندارد. به نظر می‌رسد که ادعای ایرانی بودن وی بر اساس لقبش («زریاب» که معرب «زر آب» به معنی آب طلاست) باشد. برخی زریاب را از کردهای ایران دانسته اند ، اما در مآخذ کهن کوچک ترین نشانه ای بر صحت این ادعا وجود ندارد. زرکلی بر اساس استنباط نادرستی از عبارت پرووانسال او را متولد جزیره دانسته است، ولی پرووانسال فقط به محل تولد او در عراق تصریح کرده است. البته جزیره منطقه‌ای کردنشین بوده است ولی زریاب متولد جزیره نبود. یا تبارش به سِند برسد. همچنین با توجه به این که زریاب سیاه‌پوست بوده، احتمال دارد که تبارش به حبشه (اتیوپی امروز) برسد چرا که در زمان خلافت عباسیان، مردمانی از حبشه برای پیوستن به سپاه عباسیان از شرق آفریقا به بغداد آمدند. این که نام کامل او هم تنها به صورت «علی بن نافع» ذکر شده و از اجدادش نام برده نشده، می‌تواند نشان‌دهد که او تبار شناخته‌شده‌ای از میان اعراب یا ایرانیان نداشته یا این که برده‌زاده بوده است، چرا که «نافع» (به معنای «بهره‌رسان») در آن زمان نامی رایج برای بردگان بوده است.
او در کودکی شاگرد ابراهیم موصلی و اسحاق موصلی بود که موسیقی‌دانان مشهور دربار هارون الرشید بودند. گفته شده که هارون الرشید علاقهٔ زیادی به موسیقی زریاب داشت و این باعث حسادت اسحاق موصلی شد، تا جایی که منتهی به تبعید زریاب از بغداد شد. این روایت اولین بار توسط احمد بن محمد مقری تلمسانی هم در کتاب نفح الطیب من غصن الأندلس الرطیب مطرح شده و پس از آن بارها تکرار شده است. اما بنابر روایتی دیگر، ترک بغداد توسط زریاب حاصل تبعید وی نبوده، بلکه حاصل ناامنی بغداد پس از کشته شدن امین (خلفهٔ پس از هارون الرشید) توسط برادرش مأمون بوده است.
زریاب پس از ترک بغداد، به شام رفت و تا سال ۲۰۱ ه‍.ق (حدود ۸۱۶ م) یا کمی پس از آن در شام بود. سپس به قیروان (شهری در تونس) رفت که در آن زمان تحت خلافت اغلبیان بود. از آنجا که پس از چندی مورد غضب زیادةالله، حاکم قیروان قرار گرفت، باری دیگر مهاجرت کرد و اینبار به کوردوبا رفت که در آن زمان عبدالرحمن دوم (از امرای اموی) بر آن حکومت می‌کرد. زریاب در سال ۸۲۲ م به کوردوبا رفت و عبدالرحمن هم در همان سال (طبق وصیت پدرش، حکم بن هشام) به حکومت رسیده بود. لطف عبدالرحمن به وی چنان بود که به مقام ندیمی عبدالرحمن منصوب شد.
گفته شده که زریاب به هنرهای مختلف از جمله شعر و موسیقی و آشپزی تبحر داشت و در کوردوبا یک مدرسهٔ موسیقی دائر کرد که در آن آموخته‌هایش از اسحاق موصلی را به دیگران آموزش می‌داد. از این مدرسه به عنوان یکی از اولین کنسرواتوارهای موسیقی یاد می‌شود که شاگردانش هم از مردان و هم از زنان بودند. پس از زریاب، دیگران نیز مدرسه‌های مشابهی برای آموزش موسیقی در سویل، گرانادا، والنسیا و تولدو برپا کردند. همچنین گفته شده که زریاب در کوردوبا ماهانه ۲۰۰ درهم مقرری داشت و از مزایای دیگری نیز برخوردار بود. با این حال، احتمال دارد که بسیاری از این ادعاها نادرست و مبالغه‌آمیز باشند.
زریاب تا پایان عمر در کوردوبا بود و در همان‌جا درگذشت. هنری جورج فارمر سال درگذشت وی را ۸۵۲ میلادی (۲۳۸ ه‍.ق) ذکر کرده و گفته که وی چند روز پیش از عبدالرحمن دوم، در اواخر ماه صفر یا اوائل ماه ربیع‌الاول آن سال درگذشت. داریوش صفوت سال درگذشت زریاب را ۸۵۷ م ذکر کرده است. خیرالدین زرکلی هم در الأعلام درگذشت وی را به سال ۸۵۷ م ذکر کرده‌است.
او هشت پسر به نام‌های عبدالرحمان، عبیدالله، یحیی، جعفر، محمد، قاسم، احمد و حسن، و دو دختر به نام علیه و حمدونه داشت که کمی با موسیقی آشنا بودند. حمدونه از این میان در موسیقی از بقیه تواناتر بود. برخی از شاگردان زریاب از جمله سه تا از پسرانش (شامل عبدالرحمن) موفق شدند پس از او به آموزش موسیقی به روش وی ادامه دهند. دخترش حمدونه نیز به آموزش موسیقی پرداخت و خوانندگان بسیاری از او آموختند. اگر چه زریاب مایل نبود به موسیقی‌دانانی که از پیش از او در کوردوبا بودند سبک موسیقی خود را بیاموزد، یک استثنا در این میان موسیقی‌دانی بود به نام المنصور الیهودی، که بعداً به یکی از مهم‌ترین ناقلان آموزه‌های زریاب به نسل بعد تبدیل شد.

## موسیقی
زریاب را ایجادکننده مکتب موسیقی عربی اندلسی و ترویج‌دهنده موسیقی عربی در مغرب می‌دانند. هنری جورج فارمر زریاب را «بزرگ‌ترین موسیقی‌دان مسلمان در اسپانیا» توصیف کرده است. أحمد بن محمد مقری تلمسانی هم در کتاب نفح الطیب من غصن الأندلس الرطیب می‌نویسد که «هرگز، نه پیش از [زریاب] و نه پس از او، کسی در حرفهٔ وی نبود که به اندازهٔ او محبوب و مورد ستایش باشد.» زریاب موسیقی را به سبک شرقی می‌نواخت، به این معنا که موسیقی را با یک قطعهٔ متریک («بسیط» یا «عمل») شروع می‌کرد و سپس یک قطعهٔ بدون متر اجرا می‌کرد («نشید» یا «استحلال») که این سبک بعدها به عنوان نوبه شناخته شد.
گفته شده که زریاب بیش از هزار قطعه موسیقی (یا به روایتی، بیش از ده هزار قطعهٔ موسیقی) می‌دانست. مجموعه‌ای از اشعار آثار زریاب توسط اسلم بن احمد بن سعید بن اسلم بن عبدالعزیز (که پسر یکی از دامادهای زریاب بود) جمع‌آوری شد که تا امروز باقی مانده است. کتاب فی اغانی زریاب که مجموعه‌ای از آثار موسیقی عربی بود را اسلم بن عبدالعزیز به همراه حمدونه دختر زریاب، گردآوری نمودند.

### نوآوری‌ها
افزودن سیم پنج به ساز عود (که پیشتر چهار سیم داشت) به زریاب نسبت داده می‌شود. الکندی از جمله کسانی که این ابداع را به زریاب نسبت داده است. گفته شده که زریاب برای این ساز عود از سیم سرخ (همرنگ خون) استفاده می‌کرد تا به ساز روح («نفس») بدهد. با این حال، هم استفاده از سیم پنجم و هم استفاده از سیم سرخ برای عود همزمان با وی نزد موسیقی‌دانان بغداد نیز انجام می‌شده است. همچنین در توصیف این سیم پنجم آمده که زریاب آن را بین سیم دوم و سوم اضافه کرده بود، که نمی‌توانسته باعث بزرگتر شدن گستره صوتی ساز بشود.
یکی دیگر از نوآوری‌هایی که به زریاب نسبت داده می‌شود، استفاده از زخمه‌ای از جنس شاهپر بال کرکس است، در حالی که زخمهٔ معمول برای ساز عود معمولاً از جنس چوب بود. همچنین گفته می‌شود که وی از ابریشم برای دو سیم زیرتر عود، و از رودهٔ بچهٔ گرگ برای سیم‌های بمتر ساز استفاده می‌کرد.
همچنین زریاب برای اولین بار، آموزش موسیقی را ساختارمند کرد. تا پیش از او موسیقی از راه تکرار قطعه‌هایی که استاد می‌نواخت آموزش داده می‌شد اما زریاب آموزش موسیقی را به سه بخش تقسیم کرد: ضرب‌آهنگ و متر آهنگ‌ها به همراه شعر در ابتدا آموزش داده می‌شد، سپس به ملودی پرداخته می‌شد و نهایتاً به موضوعات جانبی (زائده) پرداخته می‌شد. تئوری موسیقی که زریاب به کار می‌برد مبتنی بر آثار یونس الکاتب و اسحاق موصلی بود.

## اسطوره‌سازی
برخی منابع از زریاب به عنوان یک مروج سبک زندگی در کوردوبا یادکرده‌اند. گفته شده که وی استفاده از ظروف کریستال برای سرو نوشیدنی بر روی میز غذا و استفاده از لباس‌های متفاوت در فصل‌های مختلف سال را ترویج داد. آوردن خمیردندان و بوزدا به اسپانیا هم به زریاب نسبت داده شده است. همچنین گفته شده است که این زریاب بود که در قرن نهم میلادی روش غذا خوردن در چند مرحله (اول سوپ، سپس غذای اصلی، و در انتها دسر) را در اسپانیا (اندلس) رواج داد تا از آنجا به بقیه اروپا سرایت کند. این منابع زریاب را همچون یک «اسطوره» توصیف می‌کنند. با این حال، احتمال دارد که بسیاری از این ادعاها نادرست و مبالغه‌آمیز باشند.
یکی از شواهد نادرستی ادعاها در مورد نقش زریاب در دربار اموی و تأثیراتش بر سبک زندگی مردم اندلس آن است که نزدیک‌ترین مستندات تاریخی از نظر زمانی، نظیر کتاب العقد الفرید، اشاره‌ای به این مطالب نکرده‌اند و این اشارات تنها در آثار متأخرتر دیده می‌شوند. ابن عبد ربه نویسندهٔ العقد الفرید، به اقتضای زمان و مکان زیستش و ارتباط نزدیکی که با دربار امویان اندلس داشت، بارها زریاب را دیده بود. او در العقد الفرید برای توصیف زریاب از واژهٔ «عبد اسود» به معنی بردهٔ سیاه استفاده کرده (نه فقط «اسود» به معنی سیاه‌پوست یا «اسمر» به معنی تیره‌پوست) و از الفاظ احترام‌انگیز نظیر «مولا» یا «غلام» که حاکی از جایگاه ویژه‌ای برای زریاب باشد، استفاده نکرده است. همچنین، ابن عبد ربه ماجرایی در توضیح این که چرا زریاب از تونس به اندلس مهاجرت کرد روایت می‌کند به این شرح که زریاب که سیاه‌پوست بود، نزد زیادةالله (حاکم قیروان در تونس) که او نیز برده‌زاده و سیاه‌پوست بود (احتمالاً از سمت مادرش)، شعری می‌خواند که اگر چه مقصودش اشاره به برده‌زادگان سیاه‌پوستی بود که خوانندگی می‌کردند، اما احتمالاً باعث شده که زیادةالله آن را کنایه‌ای به برده‌زاده بودن خودش تلقی کند. اما نویسندگانی که چند دهه بعد راجع به زریاب نوشته‌اند، این ماجراها را ذکر نکرده‌اند و به این که زریاب مورد توجه دربار حاکم اموی اندلس بود وزن بیشتری داده‌اند. در این متون، زریاب نه به عنوان یک موسیقی‌دان فوق‌العاده، که صرفاً به عنوان یک موسیقی‌دان محبوب حاکم اموی توصیف شده که مورد حسد دیگران بود و حتی گاه سوژهٔ هجو دیگران قرار می‌گرفت. در سده‌های بعد این روند بیشتر شدت می‌یابد تا جایی که از زریاب فقط تصویری خارق‌العاده نقل می‌شود که حتی موسیقی را هم از طریق فال‌گوش ایستادن فراگرفته و بعدها در دربار اموی مقام «مولا» داشته است.
نکتهٔ دیگری که درستی منابع متأخر را زیر سؤال می‌برد آن است که بسیاری از آن‌ها به فاصلهٔ بین زندگی زریاب در بغداد و زندگی‌اش در کوردوبا اشاره نمی‌کنند. زریاب باید پیش از درگذشت هارون الرشید در ۸۰۹ م از بغداد خارج شده باشد، و ورودش به کوردوبا هم در سال ۸۲۲ م بوده است. این بازهٔ ۱۳ ساله، بسیار طولانی‌تر از حدود ۲ ماه زمانی است که در آن زمان برای سفر از بغداد به کوردوبا لازم بود. یکی از آثاری که از نظر زمانی به زندگی زریاب نزدیک‌تر است، کتاب بغداد اثر ابی طاهر طیفور است. او که همزمان با زریاب در بغداد می‌زیسته، نوشته که زریاب بغداد را به قصد شام (سوریهٔ امروزی) ترک کرد. فقدان این مطلب در منابع متأخرتر، دقت آن‌ها را به چالش می‌کشد.
روند تحول توصیفات تاریخی از زریاب در سده‌های بعد توسط ابن حیان قرطبی شدت گرفت، چنان‌که وی در آثارش با استناد به کتابی به نام کتاب اخبار زریاب که نویسنده‌اش هم نامشخص است، توصیفاتی بسیار غلوآمیز در مورد زریاب را نقل کرد. دوایت رینولدز گمان می‌زند که نویسندهٔ کتاب اخبار زریاب همان اسلم بن عبدالعزیز (که نوادهٔ یکی از دامادهای زریاب بود) باشد و غلوها هم در ارتباط نویسندهٔ اثر با موضوع اثر ریشه داشته باشد. تمام ادعاهای مربوط به تأثیر زریاب بر سبک زندگی مردمان هم‌دوره‌اش (مثل ادعاهای مربوط به نوع پوشش، روش صرف غذا، و استفاده از خمیردندان) برای اولین بار در کتاب اخبار زریاب دیده می‌شوند که درستی آن‌ها را مورد تردید قرار می‌دهد. این ادعاها بعداً در سدهٔ هفدهم میلادی توسط أحمد بن محمد مقری تلمسانی در کتاب نفح الطیب من غصن الأندلس الرطیب هم تکرار شدند که او نیز این مطالب را از ابن حیان نقل کرده است. بیشتر منابع معاصر نیز مطالبشان را از نفح الطیب اقتباس کرده‌اند. در مقایسه، منابعی که در کوردوبا در سده‌های نهم و دهم میلادی نگاشته شده‌اند، تصویری که از زریاب ارائه می‌دهند کمتر اغراق‌آمیز هستند، عمدتاً به چیرگی او در موسیقی اشاره می‌کنند، و برخلاف ابن حیان که از زریاب تصویری فاخر و بی‌خطا ترسیم کرده، این منابع از خصوصیات منفی زریاب نظیر اشتباه‌هایی که در روابطش با دیگران کرده یا غروری که در مورد آثارش داشته نیز نام برده‌اند.
دست آخر این که ابن حیان در شرح حال مبسوطی که راجع به زریاب نوشته، به ۱۲ مرد و ۳۸ زن که شاگرد وی بودند اشاره کرده است. بررسی این متن نشان می‌دهد که بسیاری از این زنان احتمالاً برده-خوانندگانی بودند که در حفظ و نشر تعلیمات زریاب نقش مهمی ایفا کرده‌اند. با این حال، توصیفی از این افراد در نفح الطیب مقری تلمسانی و آثار بعدی (که همگی از مقری پیروی کرده‌اند) دیده نمی‌شود. اگر نوشته‌های ابن حیان درست باشد، می‌تواند توضیح دهد که چگونه زریاب که خود برده‌زاده‌ای بیش نبود توانسته چنین شناخته شده باشد و تأثیراتش در دورهٔ اموی به این شکل مستندسازی و حتی اغراق شده باشد.

## یادمان‌ها و ارجاعات

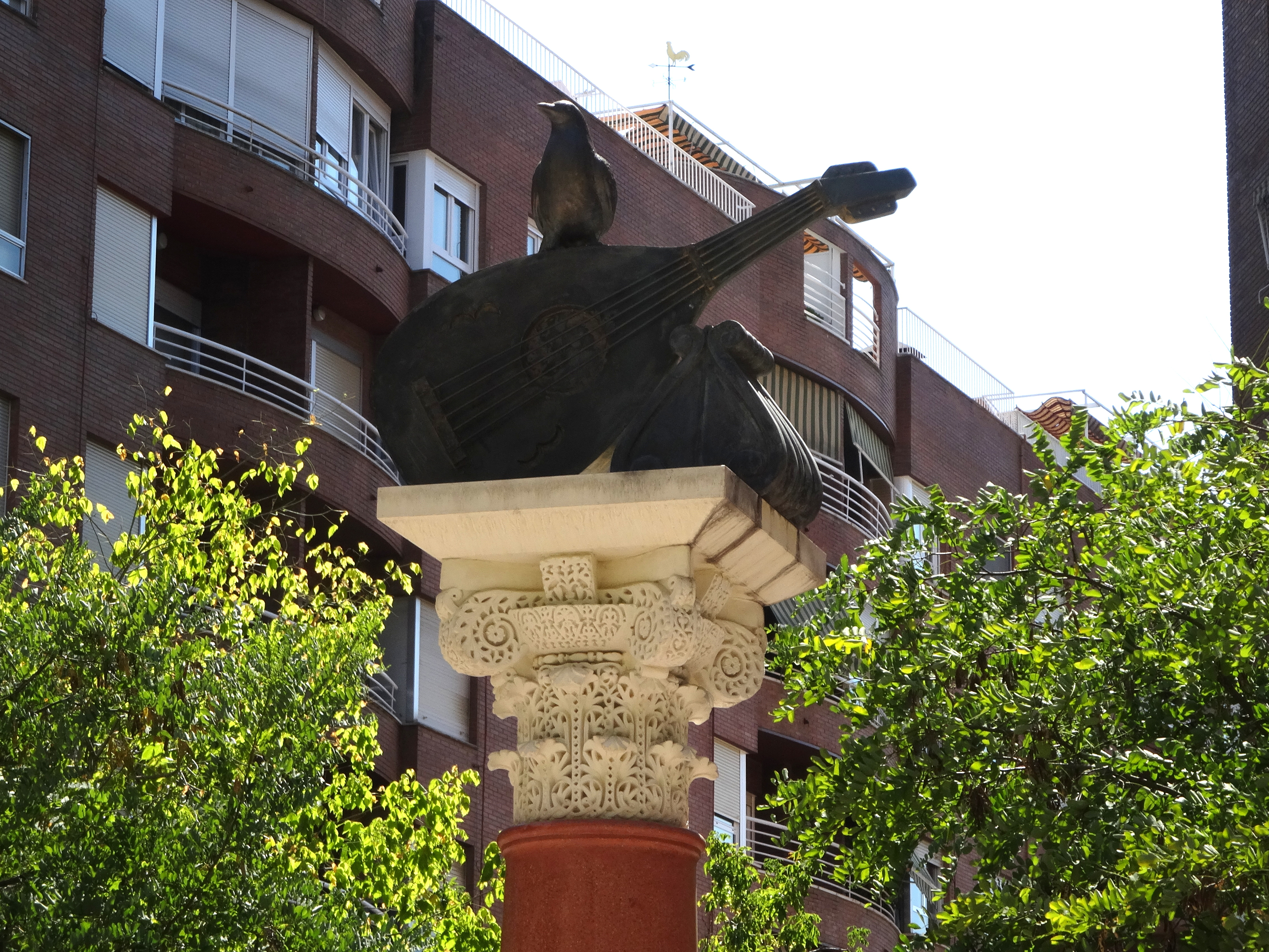
بنای یادبود زریاب در کوردوبا

در سال ۲۰۱۳، در شهر کوردوبا، نمادی برای یادبود زریاب در خیابانی به نام زریاب بر پا شد.
هنرمندان مختلفی آثاری به یاد زریاب منتشر کرده‌اند. از این جمله، پاکو د لوسیا گیتاریست اسپانیایی، در سال ۱۹۹۰ آلبومی به نام زریاب منتشر کرد که حاوی قطعه‌ای به همین نام نیز بود. همچنین مجید ناظم‌پور نوازندهٔ عود، آلبومی به نام زریاب: گفتگوی عود و گیتار منتشر کرد که در آن یکی از قطعات پاکو د لوسیا را نیز بازنوازی کرد.
پاسکوال انگیدانوس نویسندهٔ اسپانیایی در مجموعه‌ای از رمان‌هایش یک سیارهٔ تخیلی به نام زریاب را توصیف کرده است که درست روی مدار زمین به دور خورشید می‌گردد اما همیشه در سوی دیگر خورشید قرار دارد. همچنین در بازی نقش‌آفرینی پاکس تاردا یک مذهب چندخدایی خیالی به اسم زریابیسم وجود دارد که پیروانش گیاهخواری و عفت و فقر پیشه می‌کنند.
به گفتهٔ محمود قطاط، موسیقی‌پژوه تونسی، احتمال دارد که واژهٔ زولبیا هم از اسم زریاب نام‌گرفته باشد (زریابیا، زولابیا).

## یادداشت
1. ↑  تلفظ آن زِریاب یا زَریاب ذکر شده است.
2. ↑  Pájaro Negro
3. ↑  موالیان گروهی از مردم در جامعهٔ اسلامی آن دوران بودند که نژاد و تباری غیر عرب داشتند و سرزمین آنان تحت سلطهٔ اعراب درآمده بود. این طبقه لزوماً مسلمان نبودند و از نظر مقام و موقعیت اجتماعی، پس از بردگان و کنیزان، در پست‌ترین طبقهٔ اجتماع قرار می‌گرفتند.
4. ↑  گفته شده که زریاب چهار سیم دیگر عود را هم در چهار رنگ مختلف، و با اشاره به مزاج‌های چهارگانه انتخاب می‌کرد: سیم اول زرد و نمایندهٔ سودا، سیم دوم قرمز و نمایندهٔ خون، سیم سوم سیاه و نمایندهٔ صفرا، و سیم چهارم سفید و نمایندهٔ بلغم.[۵۷]
5. ↑  به‌طور خاص، پوشیدن لباس‌های سفید و رنگ روشن در تابستان را گفته شده که زریاب در کوردوبا ترویج داد.[۶۳]
6. ↑  دوایت رینولدز گمان می‌زند که اسلم بن عبدالعزیز از نوادگان حمدونه، دختر زریاب بوده است.[۷۶]
7. ↑  Zyryab
8. ↑  Pascual Enguídanos
9. ↑  Pax Tharda
10. ↑  Ziryabism